# Mike McGlone

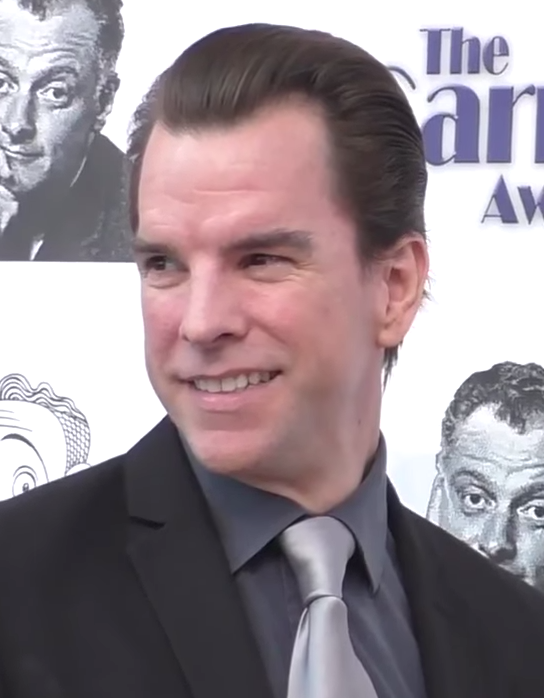
Mike McGlone, 2016

Mike McGlone (* 10. August 1972 in White Plains, New York) ist ein US-amerikanischer Schauspieler und Schriftsteller.

## Leben und Leistungen
McGlone debütierte als Schauspieler neben Edward Burns im preisgekrönten Independentfilm Kleine Sünden unter Brüdern (1995). In der Komödie She’s the One (1996) spielte er neben Burns eine der Hauptrollen, in den Nebenrollen sind unter anderem Jennifer Aniston und Cameron Diaz zu sehen. Im Actionfilm One Tough Cop (1998) spielte er die Rolle von Richie La Cassa neben Stephen Baldwin, Chris Penn und Gina Gershon. Im Thriller Der Knochenjäger (1999) trat er als der Polizist Kenny Solomon neben Denzel Washington und Angelina Jolie auf. In den Jahren 2000 bis 2002 trat er in einigen Folgen der Fernsehserie That's Life auf. In der Komödie Fortunes (2005) übernahm er die Hauptrolle. Er war außerdem als Sprecher in zahlreichen Dokumentarfilmen für den Discovery Channel tätig.
McGlone veröffentlichte vier Romane: Cal, And All the Roses Dying, Dice und Hourigan's Song sowie einige Kurzgeschichten.

## Filmografie (Auswahl)
- 1995: Kleine Sünden unter Brüdern (The Brothers McMullen)
- 1996: She’s the One
- 1998: One Tough Cop
- 1999: Jump
- 1999: Der Knochenjäger (The Bone Collector)
- 2000: Dinner Rush
- 2001: Hardball (Hard Ball)
- 2001: Get Well Soon
- 2005: The War Within
- 2005: Fortunes
- 2022: S.W.A.T (Fernsehserie, Folge 5x13)